# Gro-Anita Mykjåland
Gro-Anita Mykjåland (4 de setembro de 1976) é uma política norueguesa.
Ela foi eleita representante no Storting pelo círculo eleitoral de Aust-Agder para o período 2021-2025, pelo Partido do Centro.
Anteriormente, ela foi presidente da câmara de Iveland de 2011 a 2021.